# Carria alishanensis
Carria alishanensis är en stekelart som beskrevs av Kusigemati 1985. Carria alishanensis ingår i släktet Carria och familjen brokparasitsteklar. Inga underarter finns listade.